# Moderna Museet
Moderna Museet, le musée d'art moderne de Stockholm, est un musée situé sur l'île de Skeppsholmen dans le centre de Stockholm en Suède. Il a ouvert ses portes en 1958 et son premier directeur fut Pontus Hultén. Le musée dispose depuis 2009 d'un second établissement à Malmö. Il est dirigé par Gitte Ørskou depuis septembre 2019.
Comptant plus de 140 000 œuvres, le musée présente ses collections dans une dizaine de salles, par roulement et suivant des thématiques historiques ou sociales, l'accès en est libre (Moderna Museet Collection), seules les expositions temporaires sont payantes.

## Œuvres et événements
Il abrite des œuvres de l'Époque moderne comprenant Georges Braque, Sonia Delaunay, Siri Derkert — la première femme exposée dans l'institution —, Henri Matisse, Edvard Munch, Vassily Kandinsky, Ernst Ludwig Kirchner, Pablo Picasso, Leif Knudsen et d'autres. Mais aussi les œuvres du Pop-Art  notamment Monogramm (1955-1959) de Robert Rauschenberg  et des œuvres de Jasper Johns, mais également des œuvres des nouveaux réalistes, ou de Marcel Duchamp.
Pontus Hultén a fait une importante donation au musée en 2005. Elle comprenait plus de 700 œuvres parmi lesquelles on compte : Constantin Brâncuși, Salvador Dalí, Walter De Maria, Marcel Duchamp, Max Ernst, Sam Francis, Jasper Johns, Roy Lichtenstein, Kasimir Malevitch, Claes Oldenburg, Francis Picabia, Robert Rauschenberg, Niki de Saint Phalle, Jean Tinguely, Andy Warhol
En 1966, Hultén a été l'instigateur de l'installation d'une sculpture monumentale : une femme géante couchée dessinée par Niki de Saint Phalle, construite par Jean Tinguely et le finlandais Per Olof Ultvedt. Cette géante qui se visitait en entrant par son vagin portait le nom de Hon/Elle construite en six semaines, elle fut détruite en trois jours après l'exposition, car c'était une œuvre éphémère, une performance dont le clou fut la mise en scène de sa destruction. Hultén a fait don au musée de la maquette en papier mâché réalisée par Niki de Saint Phalle ainsi que de la lithographie, 35 × 32 × 83 cm de l'affiche dessinée par l'artiste. Donation Pontus Hultén 1998 comprenant la maquette et l'affiche.
En 1993, six œuvres de Picasso et deux de Braque d'une valeur totale de plus de 60 millions d'euros y ont été dérobées dans un « casse » reprenant la méthode employée dans Du rififi chez les hommes. Seules trois œuvres de Picasso ont depuis été retrouvées.
Daniel Birnbaum en est le directeur de mai 2010 à décembre 2018 ; après une période transitoire où la direction est portée par Ann-Sofi Noring, l’historienne de l’art danoise Gitte Ørskou est nommée par Amanda Lind, ministre de la Culture. Elle prend ses fonctions en septembre 2019.
Le bâtiment qui abrite de nos jours le musée a été construit entre 1994 et 1998, et dessiné par l'architecte espagnol Rafael Moneo.
La collection du musée contient 6000 peintures, sculptures et installations, 25000 aquarelles, dessins et gravures, et 100000 photographies. 90000 d'entre elles sont en ligne sur le site du musée.
Le musée et son fonctionnement sont parodiés dans le film The Square de Ruben Oslund.

## Images

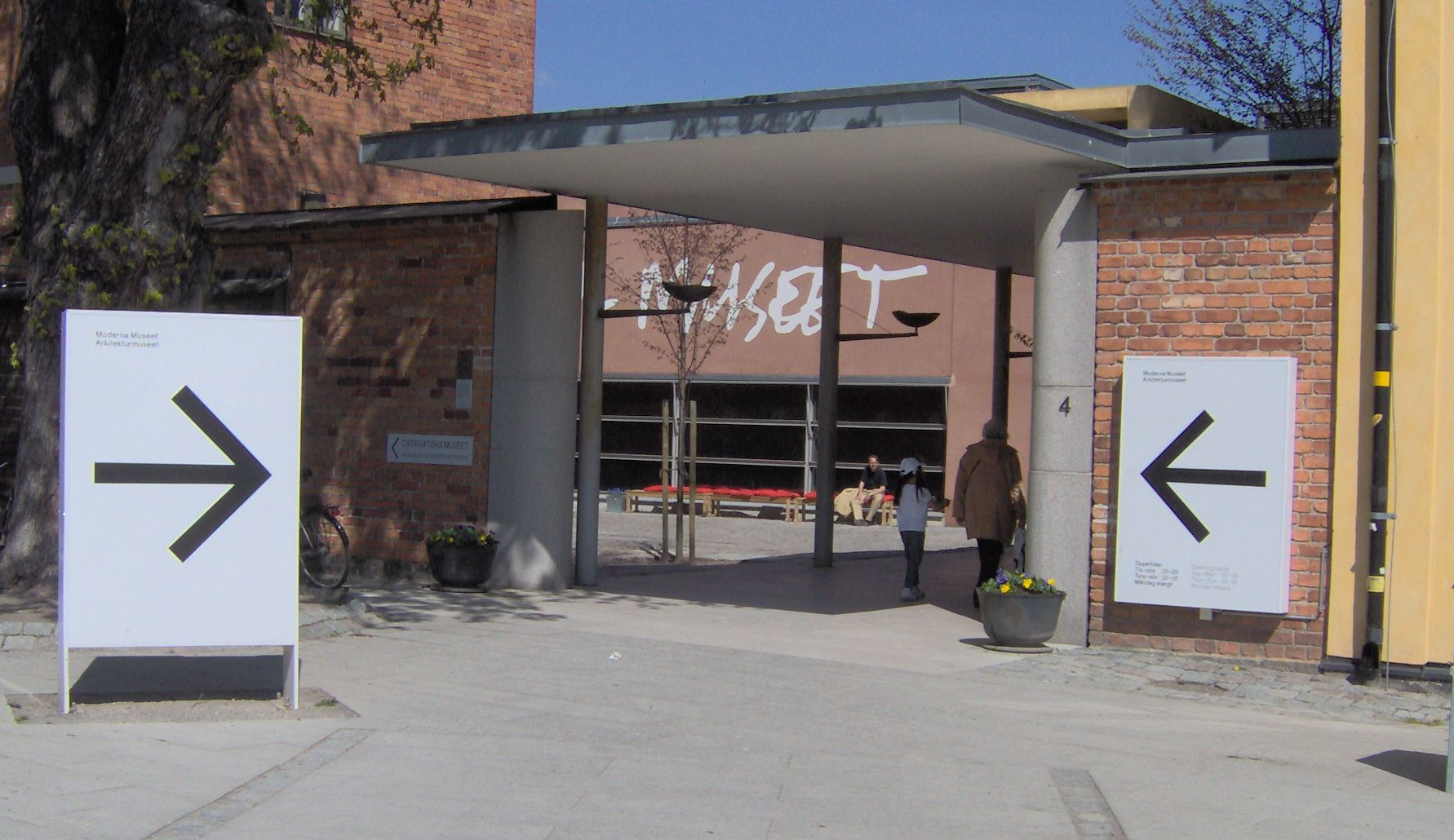
Entrée
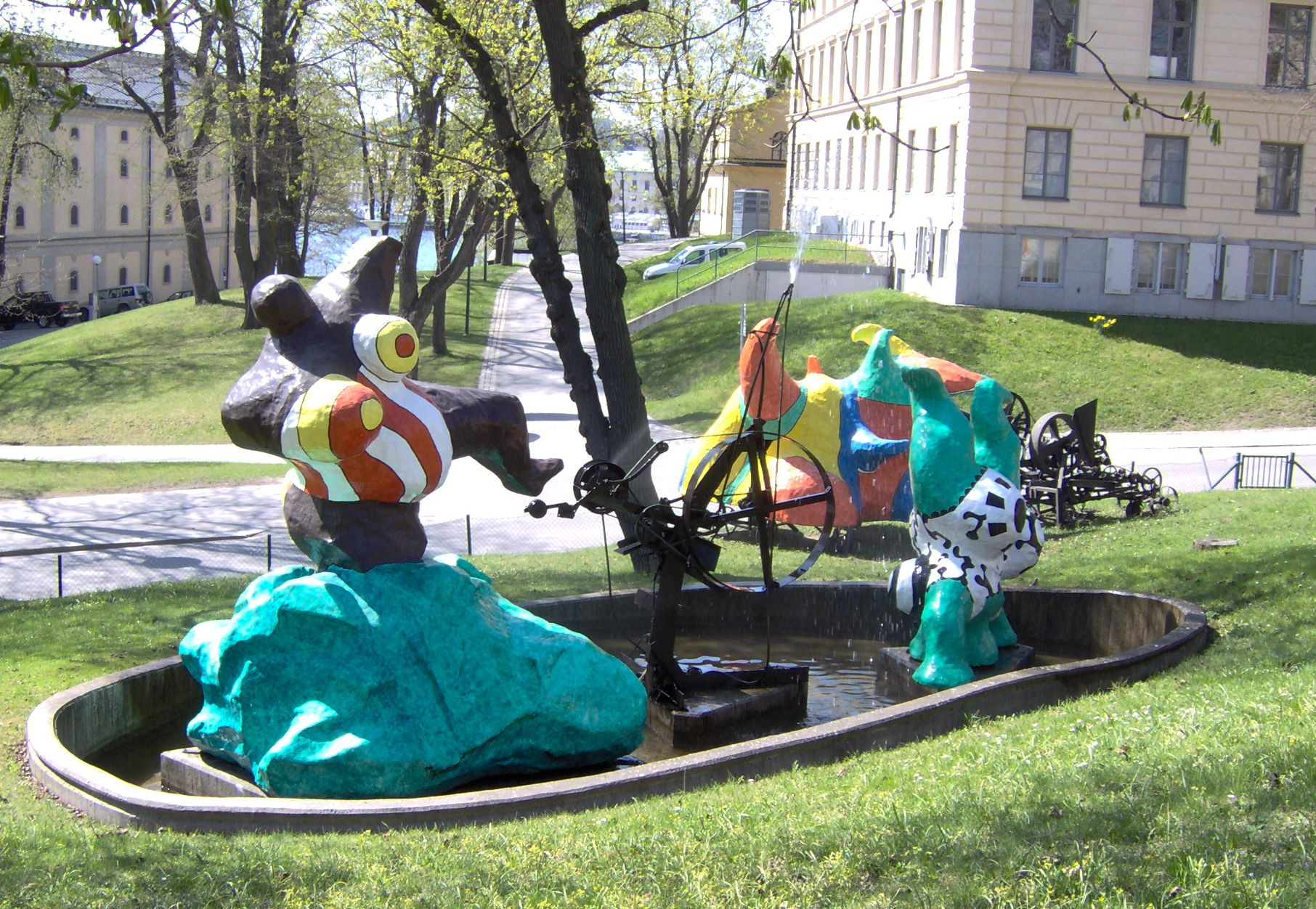
Fontaine de Niki de Saint Phalle et Jean Tinguely
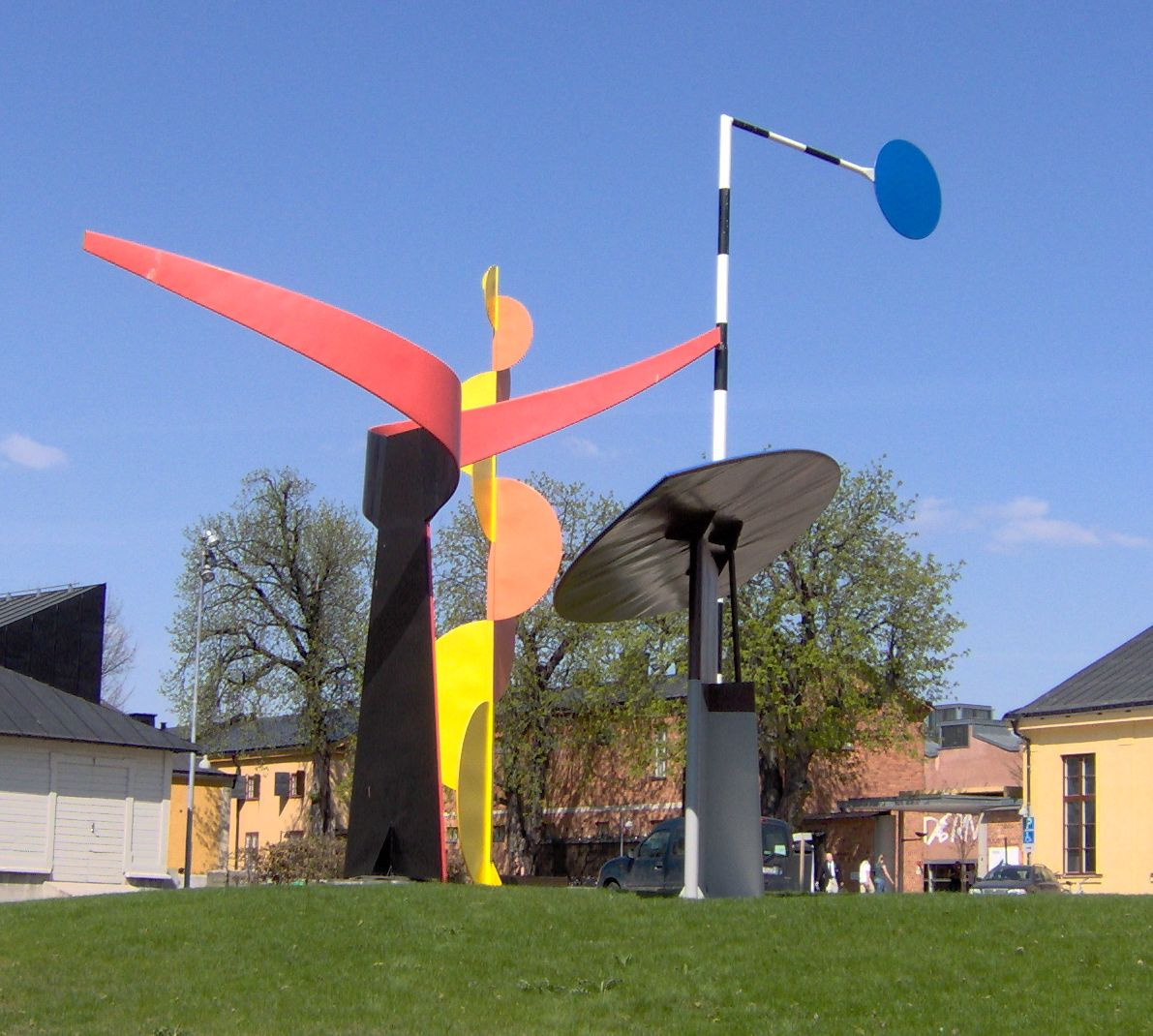
Stabile de Calder
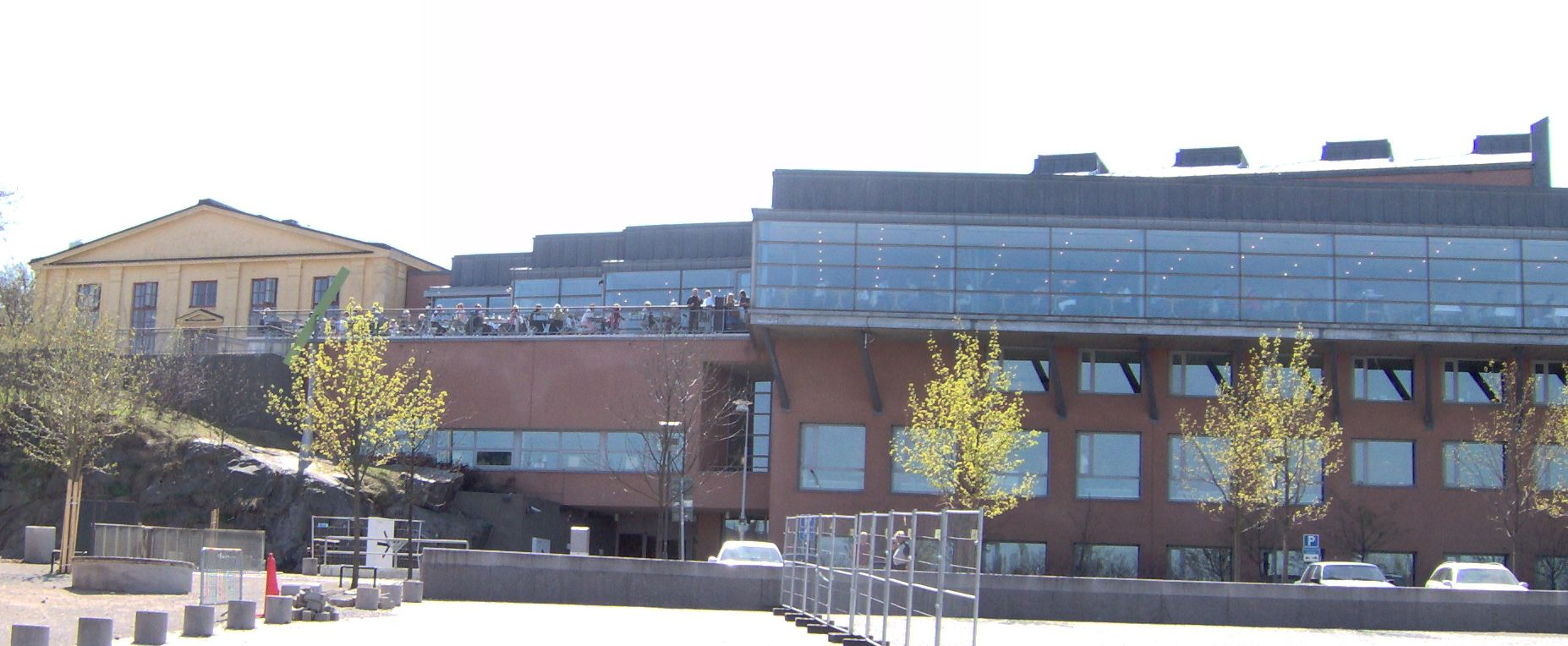
Autre vue du musée